# 祝瀾
祝瀾（1436年—？），字有本，江西饒州府德興縣人，明朝政治人物。進士出身。

## 生平
天順三年（1459年）舉己卯科江西鄉試第十八名。成化五年（1469年）登乙丑科進士，获任命兵科給事中，由于直言不讳，忤逆有权势者，祝澜曾被施以廷杖，随即被贬官安州判，旋即改官國子監丞、雲南經歷。其妻舒氏为盲人，两人没有生育子女。

## 家族
曾祖父祝仲銘。祖父祝韶濩。父亲祝鎮安。